# Latagophthirus rauschi
Latagophthirus rauschi ist eine Art der Echten Tierläuse, die beim Nordamerikanischen Fischotter parasitiert. Sie ist der einzige Vertreter der Gattung Latagophthirus (von altgriechisch latax ‚Otter‘ und phtheir ‚Laus‘). Der Artname ist eine Dedikation für Robert L. Rausch vom Arctic Health Research Center, der das Material für die Erstbeschreibung zugänglich machte.

## Merkmale
Männchen sind 1,5 mm lang, Weibchen 2 mm. Der Kopf ist mäßig sklerotisiert, eine Okzipitalapophyse und Augen fehlen. Die Fühler haben drei Glieder, das letzte enthält die beiden kleinen, eng zusammengelagerten Sensillen. Der Thorax besitzt dorsal stark sklerotisierte Phragmata, die mesothorakalen sind über das Notum verbunden, eine Sternalplatte ist nicht ausgebildet. Das erste Beinpaar ist schwach entwickelt. Die beiden anderen sind kräftig, haben einen modifizierten Tibiotarsus und tragen eine starke Kralle. Das große ovale Abdomen ist häutig, hat also weder deutliche Sternal-, Tergal- oder Paratergaplatten. Es ist rücken- und bauchseitig mit Borsten (Setae), Haken und Schuppen besetzt. Die sechs kleinen Stigmata sind mit spezialisierten Verschlussmechanismen ausgestattet. Weibchen haben keine deutlichen Gonopoden, der männliche Genitalapparat besteht aus einem V-förmigen Pseudopenis, verlängerten Parameren und dem Apodem.